# Behchokǫ̀
| Kugluktuk Behchokǫ̀                  |                          |
|                                     |                          |
| Coordenadas: 62°48′09"N, 116°2′47"O |                          |
| Território                          | Territórios do Noroeste  |
|                                     |                          |
| Área                                |                          |
| - Cidade                            | 75,08 km², 28,99 mi²     |
| Altitude                            | 179 m, 587 ft            |
| Fuso horário                        | UTC -7/-6                |
| População ([[]])                    |                          |
| - Cidade                            | 2 026                    |
| - Densidade                         | 25,2 hab/km², 65 hab/mi² |

Behchoko (da língua Dogrib que significa "lugar do Mbehcho"), oficialmente Tłı̨chǫ Community Government of Behchokǫ̀ é uma comunidade canadense dos Territórios do Noroeste, localizada na Região de North Slave. Sua população é de aproximadamente 2026 habitantes.